# Nadja Umbricht Pieren
Nadja Umbricht Pieren, née Nadja Pieren le 14 février 1980 à Berne (originaire d'Adelboden), est une personnalité politique suisse, membre de l'Union démocratique du centre. 
Elle est députée du canton de Berne au Conseil national depuis décembre 2011.

## Biographie
Nadja Pieren naît le 14 février 1980 à Berne. Elle est originaire d'une autre commune du canton de Berne, Adelboden.
Elle obtient en 2001 un diplôme d'éducatrice de la petite enfance, puis en 2007 un brevet fédéral de directrice d'entreprise. Elle travaille dans une crèche de 2001 à 2005, puis fonde deux crèches privées, à Berne et Bremgarten. Elle remet la direction de la première le 1er janvier 2013,.
Elle est mariée et habite à Kaltacker (Heimiswil).

## Parcours politique
Elle est membre du législatif de Berthoud de janvier 2009 à décembre 2015 et siège au Grand Conseil du canton de Berne du 1er juin 2010 au 8 novembre 2011.
Elle est députée au Conseil national depuis le 5 décembre 2011 et réélue en 2015, 2019 et 2023. Elle siège au sein de la Commission de la science, de l'éducation et de la culture (CSEC) et, depuis 10 décembre 2015, de la Commission des transports et des télécommunications (CTT).
Vice-présidente de l'UDC suisse de mai 2010 à avril 2015, elle est également membre de l'Action pour une Suisse indépendante et neutre.
Elle est notamment présidente du comité d'une association de producteurs de légumes des cantons de Berne et Fribourg depuis 2013 et de l'association bernoise des professionnels de la viande depuis 2015,.